# Historia de Tuluá
Tuluá, geográfica e históricamente reconocido este territorio como el valle que conforman los ríos Tuluá y Morales, ha sido una zona con actividades humanas posteriores a la colonización, ya que se conoce que desde mediados del año 1300 D.C había asientos humanos en este territorio.
Según las crónicas, cuando tropas al mando del capitán Juan de Lemos y Pedro Antonio Aguirre realizaron las exploraciones y conquista de los territorios, le permitieron celebrar capitulaciones de tierra con el gobernador don Luis de Valenzuela Fajardo, el 9 de AGOSTO 1635.  Recibiendo a su favor las tierras del valle del Tuluá, Jícara-manta, Espíritu Santo y San Juan de Barragán. Pidió “Lemus y Aguirre” merced de tierras al cabildo de Buga para establecer en él “Hatos de Ganado y estancias de Comida”, para proveer de alimentos a la empresa conquistadora.  La nueva población obtuvo su importancia, cuando el fundador abrió el camino de Barragán, que comunica el Valle del río cauca y el virreinato de Cartago, con el valle de Saldaña y el valle del Tolima.
La ciudad moderna o la que fundaron los españoles, no tuvo un Acta de la Real Corona Española , ni del Reino de Granada de fundación, pero, se ha adoptado oficialmente como fecha de fundación el 24 de agosto de 1639, día de San Bartolomé Apóstol, debido a que los colonos al fundarla, la ofrecieron a este Santo Católico en encomienda y protección de los españoles habitantes de dichas tierras, y se reconoció que la población recibió el nombre de San Bartolomé de “Tuluá” (Voz Indígena que significa “LLANO FÁCIL DE CULTIVAR”), por el anterior poblado de indios que existía en dichas tierras.
Tuluá adquiere la calidad de Municipio el 30 de mayo de 1825 Con la instalación del primer Concejo Municipal, dando así comienzo a su organización político administrativa, este suceso, se debe en gran parte,  a que el General Joaquín París Ricaurtedel Ejército independentista, luego de la batalla de Boyacá decidiera instalar su cuartel general en la ciudad, (que para ese entonces era un territorio de la ciudad de Buga, clara aliada de la corona y sede del poder del rey en la región), y en una maniobra política le sustituyó el ayuntamiento y la nombró villa en 1819., cariñosamente llamada Corazón del Valle, por su ubicación geográfica o conocida también como La Villa de Céspedes,  en honor a Don Juan María Céspedes su ilustre hijo quien fuere sacerdote, científico, sabio naturista y patriota.

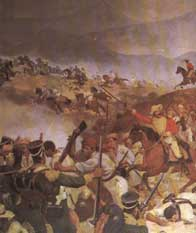
Representación Batallas Independentistas.

Posteriormente en la medida que él río fue cambiando de curso al caer el Valle del Cauca, la ciudad se vio obligada a desplazarse hasta tomar su asentamiento definitivo a mediados de 1.875, cuando se constituye el Parque de Boyacá y se construye, por fin la iglesia de San Bartolomé.
Dos son las características de Tuluá durante este periodo de formación lento. La primera, que fue una ciudad que no se dio alrededor de un parque principal o de una plaza mayor como la mayoría de las ciudades de la estructura hispánica. La segunda, que, por la misma razón o por algunas otras que los historiadores no han descifrado, solo vino a tener iglesia parroquial a finales del siglo pasado, pese a tener cura doctrinero desde casi siglo y medio antes.
La ciudad se convirtió en un municipio del Departamento del Valle del Cauca en 1910 con la separación del territorio que actualmente lo conforma del estado soberano del Cauca, la sede del nuevo estado fue la ciudad de Santiago de Cali que fuese la capital hasta la actualidad.

## Época prehispánica

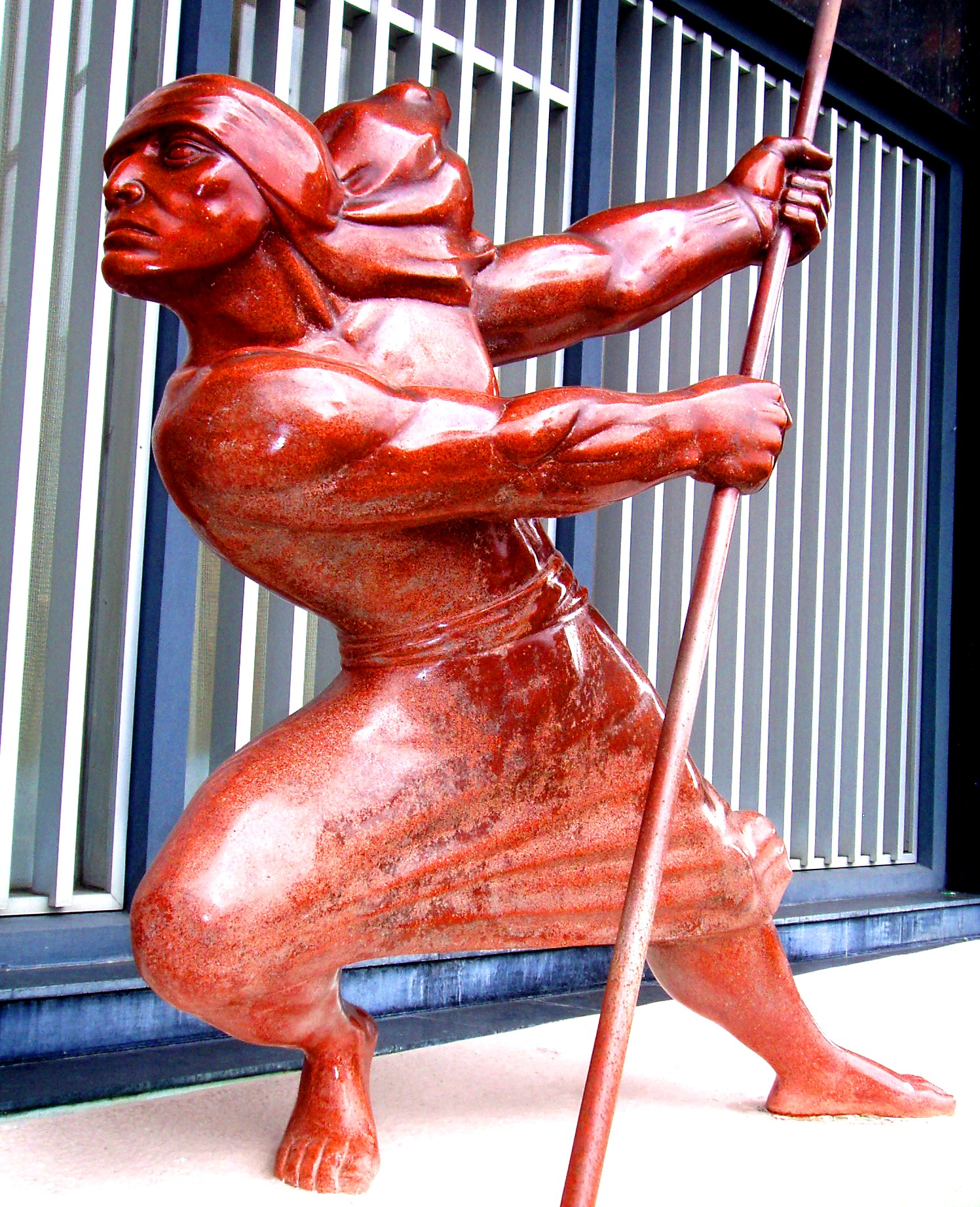
Navegante Pijao (Mármol Rojo).

Esta región fue asiento de tribus aborígenes pertenecientes a la nación Pijao, durante el periodo arqueológico denominado Periodo Tardío II denominadas por los científicos sociedades agroalfareras precolombinas, siendo una mezcla su cultura entre las corrientes culturales de los Quimbayas y Calimas, por la incidencia que estas tuvieron en su región, aunque identificados como pertenecientes al Cacicazgo de la tribu Bugas.
En Tuluá, los Putimaes fueron los amos y señores, aunque los Quiamanoes y los Chancos ocuparon temporalmente parte del territorio. Los Quiamanoes vivieron a orillas del río El Ahorcado, al pie del cerro El Picacho muy cerca al emplazamiento actual de la ciudad. Los Chancos, en la zona de montaña media, hasta su emigración definitiva al sur, en los territorios del municipio de San Pedro. Los Putimaes fueron, pues, los habitantes primitivos más estables y caracterizados de esta zona, vivieron concentrados en poblados o aldeas, La base económica fue la agricultura en primer orden y la pesca y caza en segundo renglón. Cultivaban siguiendo el sistema de agricultura migratoria. En la agricultura intensiva de maíz y frijol especialmente. En las zonas bajas e inundables de su territorio utilizaban técnicas de canalización basadas en zanjas y camellones heredadas de la Cultura Yotoco. Los agricultores de esta cultura utilizaron abonos orgánicos. Entre los cultivos, se han podido identificar: yuca, arracacha, achiote, ahuyama, Plátano, papa, cacao,  fique y algunas variedades de legumbres

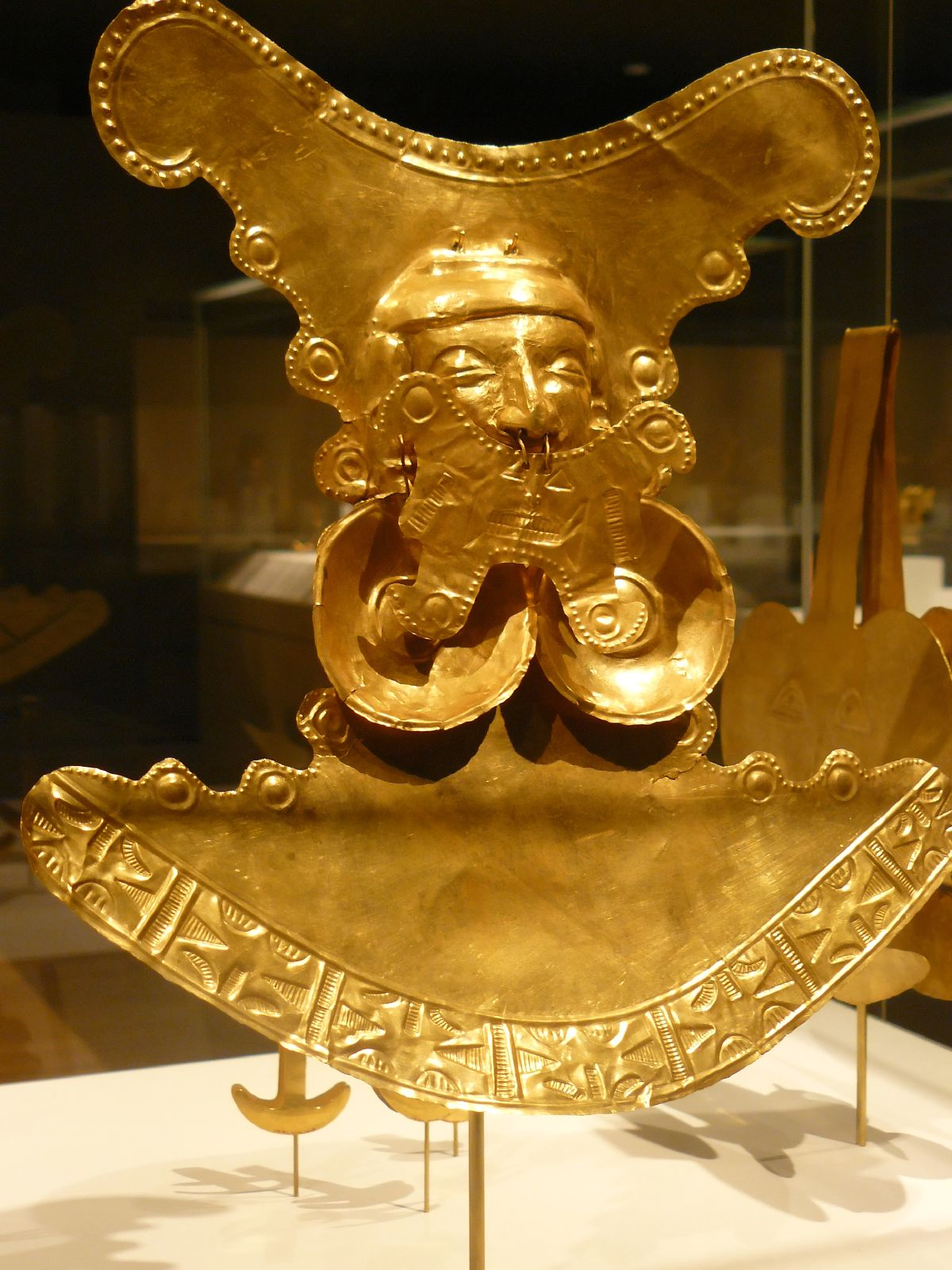
Pectoral, técnica: oro martillado. Museo Metropolitano de Arte, New York.

### Principales características
Los Putimaes, como derivación étnica de los Pijaos, tenían sus mismos hábitos, aunque un poco modificados. Se dice que eran antropófagos, pero esta bárbara costumbre no la practicaban como actividad alimenticia. Lo hacían como parte de sus rituales después de las batallas, en las celebraciones para festejar la victoria sobre sus enemigos.
Sus viviendas eran sencillas construcciones de techo pajizo – bohíos-, en forma circular, levantadas sobre paredes de guadua o madera recubiertas con hojas de palma, sin puertas ni ventanas. Algunos grupos rodeaban sus casas con cercados de guadua o madera.
Aunque en pequeño, cultivaban el algodón y la hilaban en usos de barro quemado o de madera y con ese hilo fabricaban mantas que solo usaban en las ceremonias, pues generalmente andaban desnudos o cubiertos con pequeños "taparrabos" de hojas de palmiche. Con el mismo fabricaban atarrayas (redes) para pescar, con el fique elaboraban prendas y accesorios, la minería fue también un renglón importante de su actividad, el oro, la plata y la arcilla eran explotados, el oro y plata se intercambiaban con la tribu calima por piezas ceremoniales, e intercambiaban productos con las tribus cercanas, tenían rutas comerciales activas Conectando las diferentes regiones habitadas por las Tribus del periodo tardío II, se ha encontrado una extensa red de caminos. Esto indica la importancia del trueque o intercambio de los aborígenes con otras comunidades indígenas. Los caminos tenían entre 8 a 16 m de ancho. La ruta del cañón de garrapatas con el valle del río magdalena, con las tribus del sur del valle y con las tribus del pacífico fueron las más destacadas.
A pesar de su poderío y braveza fueron extinguidos por el avance de la conquista española y las enfermedades que los tomaron por sorpresa en épocas de guerras entre ellos por disputas territoriales, su era duró aproximadamente 3 siglos, desde el año 1300 d. C.  al 1600 d. C.

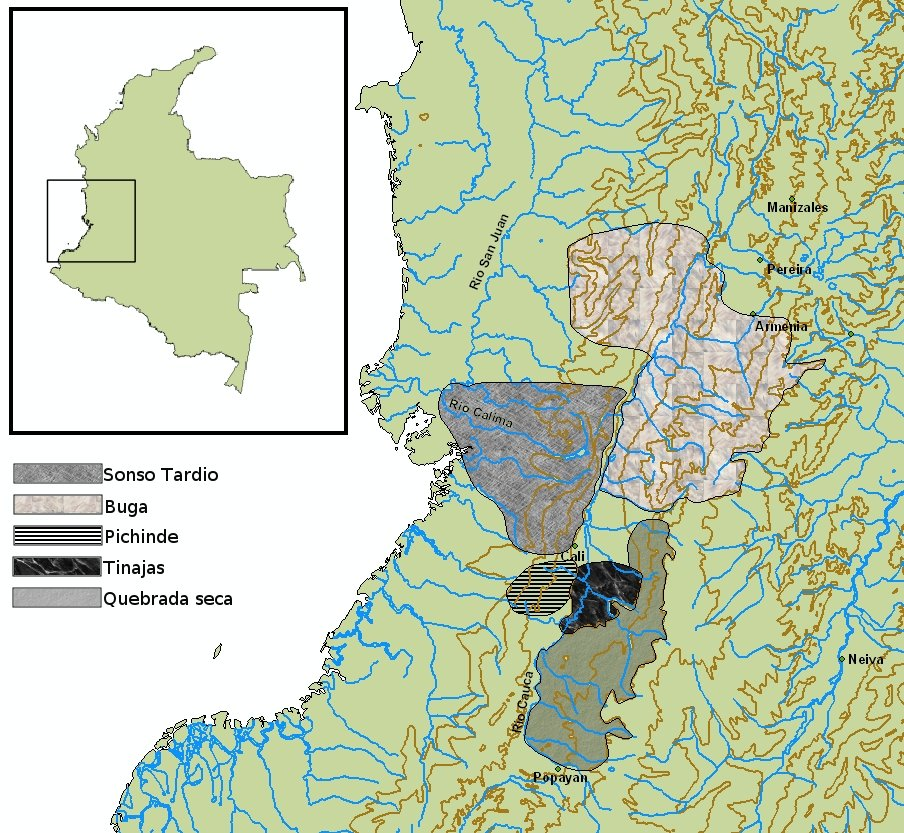
Ubicación geográfica periodo Tardío II (1400-1600)

## Época colonial
Tuluá no tuvo un Acta de la Real Corona Española ni del Reino de Granada de fundación, pero la fundación se hizo el 24 de agosto de 1639, día de San Bartolomé Apóstol ofreciéndola a este en encomienda y protección de los españoles residenciados en dichas tierras y que posteriormente la población recibió el nombre de San Bartolomé de Tuluá por el anterior poblado de indios.
Debido a que siendo Dueño el capitán don Juan de Lemos y Aguirre de casi la totalidad del territorio de Tuluá se le reconoce y recuerda como el Fundador, En los años de 1637 y 1639, ordenó construir una población en donde ya existía un pueblo de indios llamado Tulués. La nueva población obtuvo su importancia, cuando el fundador abrió el camino de Barragán, que comunica el Valle del río cauca y el virreinato de Cartago, con el valle de Saldaña y el valle del Tolima en el virreinato de Ibagué atravesando el páramo de Amoyá, Las exploraciones y conquista de los territorios realizadas por el capitán Juan de Lemos y Aguirre le permitieron celebrar capitulaciones de tierra con el gobernador don Luis de Valenzuela Fajardo, el 9 de agosto de 1655.  Recibiendo a su favor las tierras de Jícaramanta, Espíritu Santo y San Juan de Barragán.
Siendo trasladada en 1680 al sitio que hoy ocupa la ciudad, Entre las causas del traslado se encuentran el cambio de curso del río Tuluá siendo este vital en la historia de la ciudad y la quiebra de don Juan de Lemos y Aguirre como empresario de caminos. En la nueva aldea se construyó una rústica capilla la cual se encomendó en santa protección a san Bartolomé apóstol. No son muchos los datos que existen sobre la aldea y su composición de población, pues aparte de los pocos datos que se citaron antes. Se conoce de la existencia de una encomienda de esclavos otorgada a don Diego de Bocanegra, famoso conquistador de los pijaos los indios más bravíos de la región, sólo se sabe que la población indígena fue aumentada con esclavos traídos de la lejana ciudad de Anserma, que posiblemente llegaron a trabajar en la construcción del camino proyectado por Lemos. La población para la época era de aproximadamente 3500 habitantes.
En 1730 Tuluá era una parroquia, sin ninguna autonomía perteneciente a la jurisdicción de Guadalajara de Buga. En 1759 los vecinos solicitaron al virrey Solís de Cardona el reconocimiento de la categoría de villa y el cambio de nombre por el de Aranjuez petición que fuese denegada por la intercesión de los poblados de Folleco (Andalucía), Chancos (San Pedro) y Buga la Vieja (Bugalagrande). A pesar de que la decisión del Virrey no satisfizo las aspiraciones de los Tulueños, lo cierto es que lograron algunos avances administrativos al conseguir que les fuera nombrado un alcalde pedáneo.
Como ocurre para otros pueblos del Valle, la información demográfica para Tuluá confirma que en 1786 sólo se encontraron en el pueblo 65 indios, frente a una población total de 5.729 habitantes de los cuales 2.989 eran mestizos libres

## Época Independentista
En lo que respecta a la emancipación administrativa, esta debió esperar hasta 1819, luego de la batalla de Boyacá y a causa de que el General Joaquín París Ricaurte instaló su cuartel general en la ciudad le sustituyó el ayuntamiento y la nombró villa, que corresponde a la categoría de municipio hecho que correspondió a los cambios ocurridos como consecuencia de la independencia que permitieron que fuera reconocida por el Supremo Gobierno de la Gran Colombia. Se trataba ya para aquel entonces de un pueblo de mestizos y blancos propietarios de pequeñas haciendas, pues los indios habían prácticamente desaparecido. Esta categoría solo vino a ser efectiva el 30 de marzo de 1825, cuando se instaló el primer concejo de la ciudad.
El Congreso de 1824, por decreto del 23 de junio, erigió a Tuluá como una de los cantones de la Gran Provincia de Popayán. Que posteriormente se disolviera.  En 1857, la Ley 20 del 21 de diciembre, expedida por la Asamblea Constituyente del Estado Soberano del Cauca, creó la provincia de Tuluá designando a esta ciudad como capital. Que también se disolviera 10 años después,
La ciudad se convirtió en un municipio del Departamento del Valle del Caucaen 1910 con la separación del territorio que actualmente lo conforma del estado soberano del Cauca, la sede del nuevo estado fue la colonial ciudad de Santiago de Cali que fuese la capital hasta la actualidad

## Cuna de Héroes
Tradicionalmente se le conoce como Villa de Céspedes en honor de Don Juan María Céspedes su ilustre hijo quien fuere sacerdote, científico, sabio naturista y patriota nacido el 25 de agosto de 1776 y quien se desempeñó como capellán de los ejércitos patriotas del prócer de la independencia Colombiana José María Cabal oriundo de Buga también se le conoce como ilustre botánico que colaboró con los estudios del sabio Caldas en la Real Expedición Botánica dirigida por José Celestino Mutis y auspiciada por la corona española imitando así a sus vecinos Francia e Inglaterra quien para la época también emprendían expediciones en los nuevos reinos
Según nos cuenta el historiador Raúl Silva Holguín, allí también nació María Antonia Ruiz, heroína insigne de la independencia. Ella, como La Cacica Gaitana, vengó su hijo, a quien el General Francisco Warleta Sánchez comandante del frente realista de San Juanito había hecho fusilar en Buga. Ruiz hizo una proeza de inigualable valor: quemó el edificio donde los realistas guardaban las municiones y armas de fuego, luego con un cañón que encontró a su alcance, destruyó parte de la caballería española. Cuando hubo acabado con las municiones disponibles, empuño la lanza y montada en un elegante corcel acompañada de un grupo de peones de las haciendas fieles a las fuerzas republicanas diezmo a la infantería que aún oponía resistencia

## SigloXIX
Tuluá consiguió su verdadero desarrollo al promediar la segunda mitad del siglo XIX, aun cuando su conformación bien puede garantizarse como hecha desde el siglo XVIII, cuando se fue integrando sobre la margen derecha del río principal de la ciudad y alrededor de la que hoy en día es la calle Sarmiento. Entre 1.830 y 1.870 él río presentó un cambio de curso y vez de correr En sentido Oriente - Occidente, cambio el rumbo en una creciente y comenzó a correr por donde más o menos hoy es su curso final en sentido sur - norte, dejando la ciudad que desarrollaba sobre la margen Occidental.
Por la misma época, comienzan a llegar a Tuluá los primeros eslabones de la Colonización Antioqueña y empieza a hablarse de la construcción del Ferrocarril del Pacífico; el que no llega a Tuluá hasta la década del 1920, en este siglo, cuando la ciudad da el gran salto adelante

## De aldea a ciudad
En la década de 1.920 a 1.930, sufre Tuluá la gran transformación. Es en ese periodo cuando se deciden los grandes cambios y la estructuración de unos fundamentos sobre los cuales se desarrolla la ciudad del futuro.
Con la llegada del ferrocarril y la construcción de la Estación en el sector Occidental, se constituye prácticamente un límite físico al desarrollo del Tuluá: la línea del ferrocarril. AL tiempo, empero, se salta el segundo límite físico que la ciudad tuvo desde su fundación, EL río Tuluá. Se construye un nuevo puente sobre la que hoy es la calle 26 y se comienza a pensar en crecer sobre la margen Oriental.
Dentro de tales límites y en el marco de esos reducidos años se construye el Tuluá del futuro, se levanta el acueducto municipal, se constituye la Empresa de Luz de Tuluá, hoy Compañía de Electricidad de Tuluá E.S.P, se construye la Galería y el Pabellón de Carnes, se trazan los primeros colectores de alcantarillado y se comienza la construcción tanto del Palacio Municipal como del Gimnasio del Pacífico, hoy en día convertido en el Palacio de Justicia.

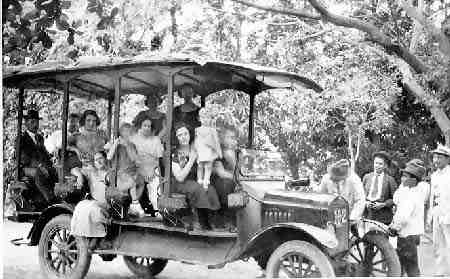
Primer auto en Tuluá.

El grupo de ciudadanos que establecen estos parámetros de desarrollo prolongan su influjo hasta comienzos de la década del 40, cuando las variaciones históricas y políticas del país terminan llevando a Tuluá a ser el epicentro de la más cruda violencia hasta el punto de convertirse en permanente noticia nacional durante toda una década, lo que produce un evidente atraso para Tuluá.
A finales de la década del sesenta, comienzos del 70, el parque Bolívar de Tuluá y el paso a nivel de la calle 25, después de las 4 de la mañana era un verdadero hormiguero humano. De todos los barrios populares salía la gente, mochila en mano con el almuerzo al hombro, a tomar los camiones e irse a trabajar al campo. Algunos cogían algodón, otros solla o maíz, dependiendo de la época del año. Había tabaco sembrado y hasta ají. Famoso se hizo el cuento del hotel de la calle sarmiento con el puente nuevo, en donde entre semana no se podía dormir porque si no eran los "iguazos" (trabajadores del campo) era el ruido de los carros de una empresa de transporte ínter-municipal que allí estaba ubicada.

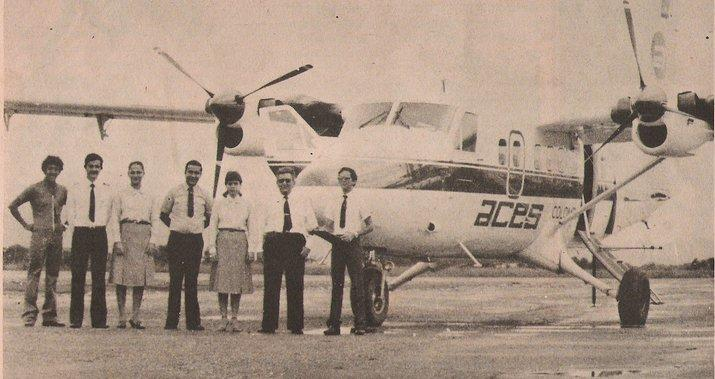
Primer Avión en Tuluá.

Tuluá comenzó su crecimiento acelerado. Hacia 1.960 su zona urbana llegaba por el occidente un poco más allá de las líneas del ferrocarril. Lo más alejado era el barrio Playas, el Rojas era muy reducido. Por el lado oriental el barrio Victoria se estaba consolidando, El Fátima apenas estaba en construcción. El Alvernia se componía de unas pocas casas de las familias más adineradas. Solo a comienzos del 70 y ante el empuje de la economía aparecieron nuevos barrios, Rubén Cruz, Porvenir, Farfan, Maracaibo, El Jardín, Príncipe
Un hecho macroeconómico contribuyó a ese desarrollo, la bonanza cafetera. El mayor ingreso de los habitantes de las faldas de las cordilleras influyó en la ciudad. Su comercio se fortaleció, más sucursales bancarias se abrieron. El perímetro urbano se siguió extendiendo. Buena parte del barrio Sajonia fue construido entonces. Gente de Trujillo y esa zona fueron los urbanizadores.
A comienzos de la década del 80, la clase dirigente comienza a planificar sobre las necesidades, y en base de esos estudios, y del adelanto de algunas realizaciones, se produce en 1988 y 1989 la segunda gran transformación de Tuluá, casi en repetición de la que la ciudad dio en la década del 20. Se consolida finalmente la nueva planta de teléfonos cambiando el sistema electromecánico por el digital, se quintuplica su capacidad y se proyecta su desarrollo inmediato, se revisa y perfecciona el sistema de pozos de agua potable como solución para los periodos de escasez, se comienza la construcción del nuevo acueducto, sé semaforiza el centro de la ciudad, se inician los trabajos de pavimentación de la vía a la Marina, se amplían los andenes de la calle Sarmiento, se remodela la antigua sede del colegio Gimnasio del Pacífico y se convierte en el Palacio de Justicia, se construye la Terminal de Transporte.
En la década de los 90, se construye la Transversal 12, la planta telefónica de Teletulua - Chiminagos, el nuevo Comfamiliar Chiminangos y se empieza la ampliación del estadio 12 de Octubre. El equipo de fútbol Cortuluá sube a la primera división del fútbol rentado en Colombia, se dio un nuevo impulso a transporte con la construcción y puesta en marcha de la llamada "doble calzada Buga-Tuluá" la cual será complementada con la "doble calzada Tuluá-La Paila" las cuales reducirá el tiempo entre Tuluá y la capital del departamento y Tuluá con la capital del país.
- Datos: Q5899323